# Colegio de Nuestra Señora de Belén
El Colegio de Nuestra Señora de Belén fue una institución educativa de la Compañía de Jesús en Barcelona, hoy desaparecida.

## Historia
Los orígenes del colegio se remontan a 1545, cuando se dispuso un precario colegio jesuita en la ciudad por los padres Antonio de Araoz y Pedro Fabro. Este primer asentamiento se encontraba cercano a la universidad.  Gracias a la ayuda de la familia Borja, el colegio pasó a asentarse en unos terrenos comprados del otro lado de la Rambla, frente a la segunda muralla de la ciudad.
En 1573 el colegio fue refundado gracias al patronazgo de doña María Manrique de Lara y Cardona, hija de Antonio Manrique de Lara, II duque de Nájera y su esposa Juana Folch de Cardona.
A este patronazgo se unió el de don Hernando de Aragón, hijo segundo de Martín de Gurrea y Aragón, IV duque de Villahermosa; y después él mismo V duque de Vistahermosa. Don Hernando puso a disposición de la Compañía previa dispensa del sumo pontífice Gregorio XIII un beneficio eclesiástico del que gozaba, el priorato del monasterio de San Pedro de Caserras en la diócesis de Vic.
El siglo XVII vería el asentamiento del colegio. En el año 1681 se puso la primera piedra de las obras de construcción de una nueva iglesia, de gusto plenamente barroco. Esta nueva iglesia fue consagrada en 1729 aunque no se finalizaría hasta tres años después.
El Colegio desaparecería con la expulsión de los jesuitas de España en 1767. Sus edificios pasaron a albergar el Seminario Conciliar de la diócesis de Barcelona.

## Descripción

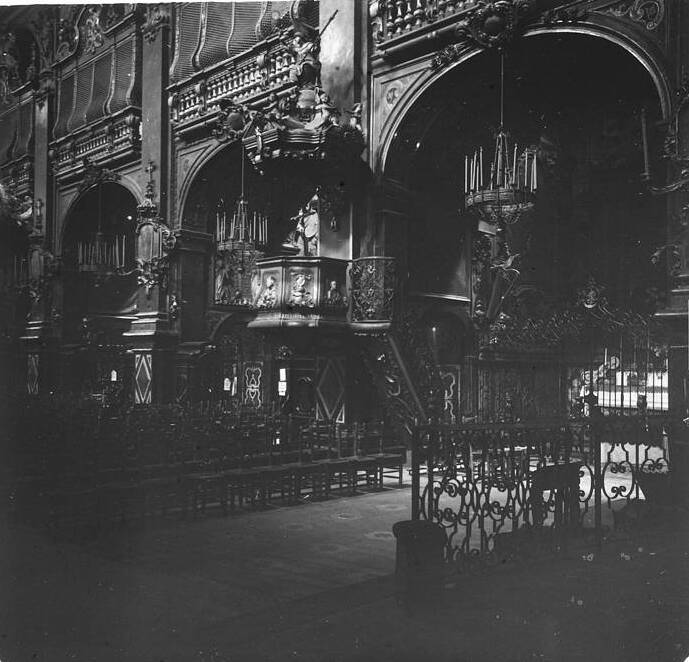
Interior de la iglesia que había sido del colegio hacia 1926

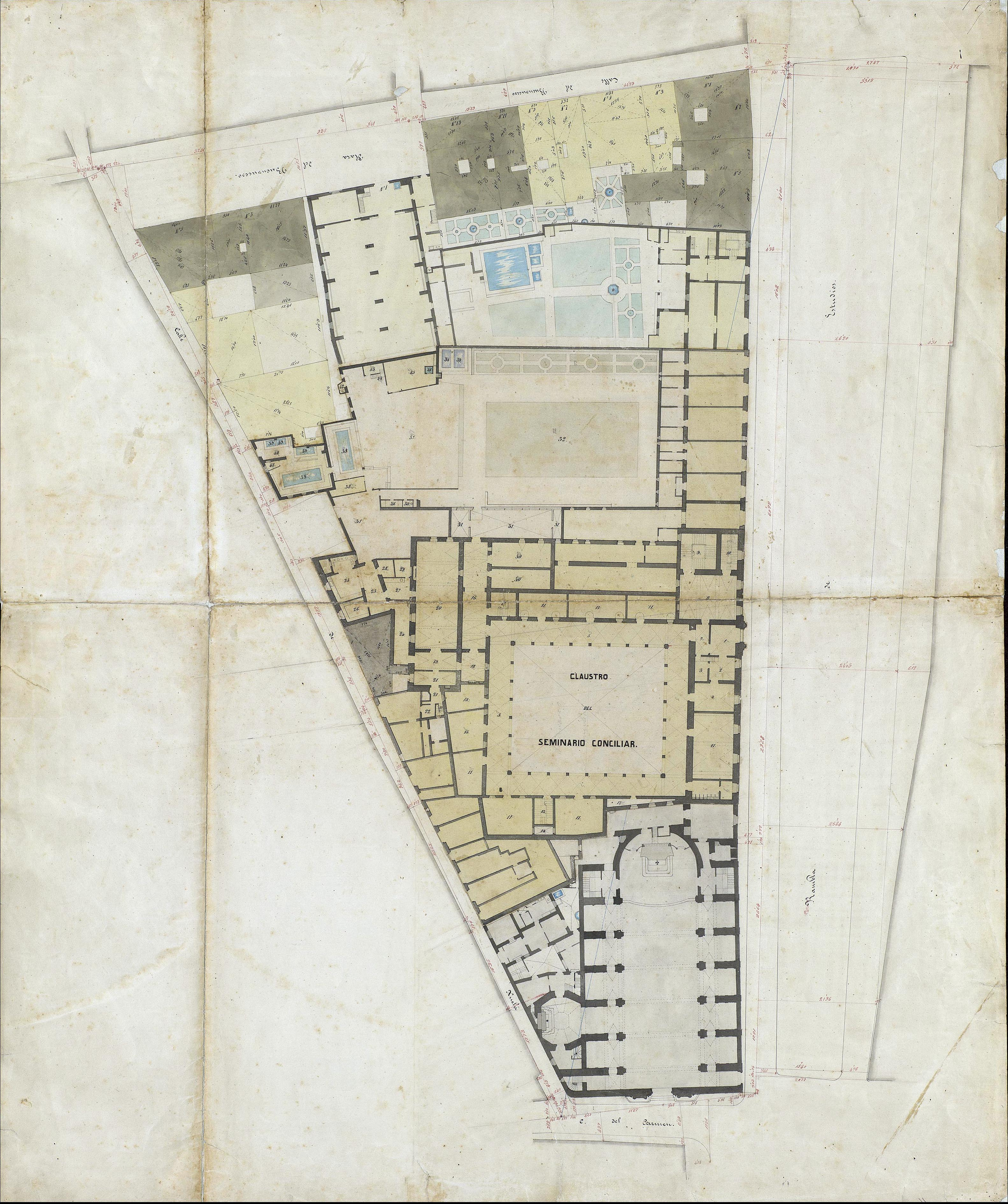
Vista de la manzana del antiguo colegio, con la planta de la iglesia y antiguo colegio, cuando ya era seminario conciliar (en 1861 según los Quarterons de Miguel Roca y Garriga)

El colegio tenía como templo la iglesia de Belén, hoy conservada. Al noroeste de la iglesia se extendía el edificio del colegio que contaba con un amplio patio cuadrado con flancos porticados.
De acuerdo con el jesuita Francisco Javier Fulviá, el colegio albergaba la espada que San Ignacio había ofrecido a la Virgen María en Manresa, así como otros objetos del santo venerados como reliquias.